# Acklins
Acklins Island är en ö i Bahamas.

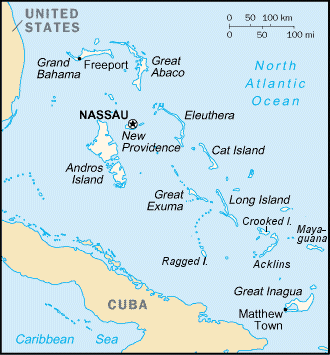
Karta över Bahamas

Ön ligger i en grupp öar i den grunda lagunen Bight of Acklins, där de största öarna är Crooked Island (196 km²) i norr och Acklins (310 km²) i sydöst. De mindre öarna är Long Cay (21 km², kallades tidigare Fortune Island) i nordväst, och Castle Island i söder.
Öarna befolkades av amerikanska lojalister i slutet av 1780-talet som anlade bomullsplantager med fler än 1 000 slavar. Efter slaveriets avskaffande i det brittiska imperiet upphörde plantagerna att vara lönsamma, och man ersatte intäkterna med dykning efter tvättsvamp. Idag har många bofasta sin utkomst av fiske och småskaligt jordbruk.
Den största staden i ögruppen är Colonel Hill på Crooked Island. Albert Town på Long Cay har idag ett fåtal innevånare, men var tidigare en blomstrande småstad.
Vid folkräkningen 2000 var befolkningen på Acklins 428 personer, jämfört med 350 personer på Crooked Island.
Bahamas första postkontor kan ha funnits i Pitt's Town på Crooked Island.